# Fuglebakken Station
Fuglebakken Station på Frederiksberg er beliggende, hvor Ringbanen krydser Borups Allé. Fra forpladsen er der adgang til de sideliggende perroner via trapper og elevatorer.
Det var oprindeligt meningen, at stationen skulle have heddet Borups Allé, men dette blev ændret i sidste øjeblik for at undgå forvekslinger med Borup Station og Borup Trinbræt. Billetter og køreplaner måtte trykkes om, men det forkerte navn figurerede alligevel i nogle år på oversigtskort over S-togs-linjerne.
Fuglebakken Station blev renoveret i 1998, hvor elevatorerne desuden blev anlagt. Samtidig blev forpladsen udstyret med 86 cykelparkeringsstativer, ny belægning og beplantning.
Stationen er i dag ubemandet og uden offentlige toiletter.

## Galleri
- Stationsskilt.
- Indgang fra syd ved Solsortvej.
- Kig mod øst i retning mod Nørrebro Station.
- Stationen set fra øst.
- 1. generations S-tog i 1978.
- 4. generations S-tog samme sted i 2012.

## Antal rejsende
Ifølge Østtællingen var udviklingen i antallet af dagligt afrejsende:
| År   | Antal | År   | Antal | År   | Antal | År   | Antal |
| ---- | ----- | ---- | ----- | ---- | ----- | ---- | ----- |
| 1957 | 1.218 | 1974 | 851   | 1991 | 1.043 | 2001 | 270   |
| 1960 | 1.327 | 1975 | 719   | 1992 | 1.235 | 2002 | 633   |
| 1962 | 1.214 | 1977 | 628   | 1993 | 1.080 | 2003 | 608   |
| 1964 | 1.230 | 1979 | 725   | 1995 | 1.119 | 2004 | 921   |
| 1966 | 1.218 | 1981 | 851   | 1996 | 1.103 | 2005 | 1.121 |
| 1968 | 1.133 | 1984 | 852   | 1997 | 1.027 | 2006 | 1.334 |
| 1970 | 1.204 | 1987 | 623   | 1998 | 1.118 | 2007 | 1.861 |
| 1972 | 991   | 1990 | 1.087 | 2000 | 1.162 | 2008 | 1.922 |